# 美麗臼齒麗鯛
美麗臼齒麗鯛（學名：Mylochromis formosus），為輻鰭魚綱鱸形目隆頭魚亞目慈鯛科的其中一種，分布於非洲馬拉威湖流域，體長可達12.7公分，棲息在沙底質水域，雄魚具有領域性，以小魚及無脊椎動物等為食，生活習性不明，可作為觀賞魚。

## 擴展閱讀
維基物種上的相關：美麗臼齒麗鯛